# Harry Harlow
Harry Frederick Harlow (födelsenamn Harry Israel), född 31 oktober 1905, död 6 december 1981, var en amerikansk psykolog. Harlows forskning på rhesusapor visade bland annat på vikten av nyfikenhet och trygghet vid inlärning  och att människans basala behov utgörs av mer än bara föda och sömn. Harlow vann stort erkännande för sina resultat och belönades med flera priser National Medal of Science.
Harlow är mest känd för sina experiment på rhesusapor som demonstrerade vikten av omvårdnad och närhet i primaters tidiga utveckling. I dessa experiment togs apungar från sina mödrar och isolerades. Merparten av forskningen skedde på University of Wisconsin-Madison, där han arbetade med psykologen Abraham Maslow. I några av Harlows experiment ingick att låsa in apungarna i den sociala isoleringscellen Förtvivlans bur, som förhindrade dem från att ha någon som helst kontakt med andra levande apor eller människor. Apungarna lämnades ensamma i upp till 24 månader och utvecklade allvarliga störningar.
Experimenten var kontroversiella och en del forskare har angett dem som en viktig faktor för den framväxande djurrättsrörelsen. William Mason, som arbetade med Harlow, har berättat att "Harlow lät dessa experiment pågå till en punkt där det var uppenbart /../ att alla med respekt för liv eller människor skulle finna detta stötande."

## Utbildning och karriär
Harlow föddes som Harry Fredrick Israel 1905 i Iowa. Han skrev själv i ett utkast till sin självbiografi att hans mor inte var en särskilt varm kvinna. Under uppväxten passade Harlow inte in i skolan och kände sig ibland deprimerad. Han utbildade sig på Stanford University och studerade bland annat med den framstående IQ-forskaren Lewis Terman. Efter att ha tagit sin fil. dr vid Stanford University fick han genast jobb vid University of Wisconsin-Madison och inom ett år hade han grundat ett laboratorium för forskning på primaters psykologi. Han utvecklade laboratoriet tills det anslöts till det ansedda Wisconsin Regional Primate Lab 1964 och Harlow kom att bli direktör för detta sammanslagna forskningscenter.Lewis Terman föreslog att han skulle byta sitt judiska efternamn till Harlow, vilket även skedde 1930. Då Harlow gifte sig 1932 med Clara Mears, som ska ha haft ett IQ på 155, kommenterade Terman det på följande vis: "I am happy to see the joining of Clara's extraordinary hereditary material with Harry's productivity as a psychologist." (ungefär "Det glädjer mig att se hur Claras extraordinära arvsmassa förenas med Harrys produktivitet som psykolog"). Paret fick två barn, Robert och Rickard, och skildes 1946. Samma år äktade Harlow barnpsykologen Margret Kuenne, med vilken han fick ytterligare två barn, Pamela och Jonathan. Margret gick bort 1970 i bröstcancer och året efter gifte Harlow sig åter med sin första hustru. Paret levde tillsammans tills Harlow 1981 gick bort i Parkinsons sjukdom.

## Uppdrag och utmärkelser
Harlow var en framstående och aktad psykolog och fick många tunga förtroendeuppdrag. Han var ordförande för Mellanvästerns psykologiförening 1947-48, ordförande för Avdelningen för experimentell psykologi i American Psychological Association 1950-1951, och ordförande för American Psychological Association 1958-59. Från organisationen American Psychological Association fick Harlow även motta en guldmedalj för sina insatser 1972. Yrkesmässigt var Harlow direktör för Primatlaboratoriet på Wisconsins universitet 1956-74 och direktör för det regionala forskningscentret på primater 1961-1971. Han fick även flera uppdrag vid universitet och var universitetslektor vid Northwestern University, Jefferson Medical College, Sigma Xi National och Cornell University. Harlow utsågs även till hedersdoktor i psykologi vid University of Arizona.
Han belönades 1967 av president Lyndon B. Johnson med en av de största hedersbetygelserna en amerikansk forskare kan få, medaljen National Medal of Science, den nationella vetenskapsmedaljen med följande motivering: 
| ”                             | For original and ingenious contributions to comparative and experimental psychology, particularly in the controlled study of learning and motivations, the determinants of animal behavior, and development of affectional behavior." | „ |
| – National Science Foundation | |   |

## Surrogatmorexperimentet

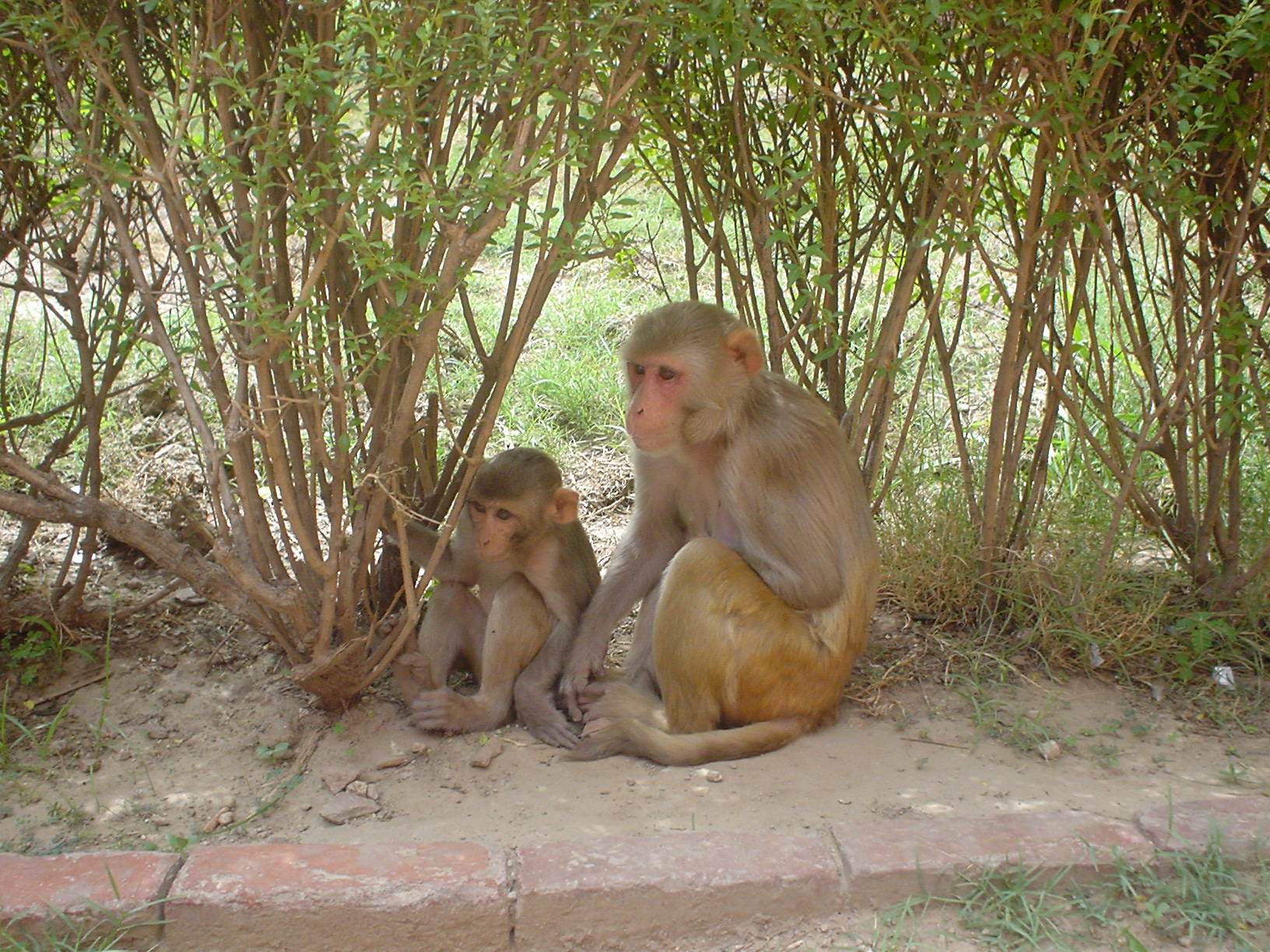
Rhesusapor (Macaca mulatta) Agra, Indien. Dessa apor är de som oftast används inom biomedicinsk forskning.

I välkända experiment som genomfördes mellan 1963 och 1968 försökte Harlow undersöka hur banden mellan barn och deras föräldrar uppkom. Resultatet presenterades i uppsatsen The nature of love. I experimenten avlägsnade Harlow apungar av arten rhesus från deras mödrar och erbjöd dessa två olika former av "surrogatmödrar". Den ena var gjord av frottétyg, och den andra av ståltråd.
Apungarna delades upp i två grupper. I den första gruppen tillhandahöll tygmodern ingen mat, medan ståltrådsmodern gjorde det, i form av en fastsatt nappflaska med välling. I den andra gruppen tillhandahöll tygmodern mat, medan ståltrådsmodern inte gjorde det. Apungarna klamrade sig fast vid tygmodern oavsett om den gav mat eller inte. Ståltrådsmodern valde aporna sällan och endast då den erbjöd mat. 
Närhelst aporna utsattes för skrämmande stimulus, såsom höga ljud, sprang de till tygmodern för skydd och tröst, oavsett vilken moder som erbjöd dem mat. Detta beteende avtog när aporna växte upp. När aporna placerades i obekanta miljöer med sina tygmammor klängde de sig fast vid den tills de kände sig tillräckligt trygga för att undersöka miljön. När de började undersöka sprang de då och då tillbaka till tygmodern för skydd. När aporna istället placerades i obekanta miljöer utan sina tygmammor betedde de sig mycket annorlunda. De stelnade till i skräck, skrek, kröp ihop och sög på tummen. Några apor sprang skrikande från föremål till föremål, uppenbarligen letande efter sin tygmor. Om aporna placerades i obekanta miljöer med sina ståltrådsmödrar uppvisade de samma beteende som apor utan någon mamma. När aporna vuxit så pass mycket att de kunde äta fast mat separerades de från sina tygmödrar i tre dagar. När de återförenades med tygmödrarna klängde de sig fast vid dem och vågade sig inte iväg och utforska omgivningarna lika mycket som de tidigare gjort. Harlow drog av detta slutsatsen att behovet av närhet var större än behovet att utforska. 
Studierna visade att apor som "uppfostrats" av både tyg- och ståltrådsmödrarna gick upp i vikt i samma hastighet. Aporna som växte upp med endast ståltrådsmödrar fick dock problem med att smälta mjölken och led oftare av diarré. Harlow drog av detta slutsatserna att det var mer psykologiskt stressande att inte ha någon kontaktkomfort. 
Kritiker av Harlows studier menar att klängning och fasthållning är en fråga om överlevnad för unga rhesusapor, men inte för människor. Därför menar de att Harlows slutsatser inte kunde tillämpas på människor då de överskattade vikten av kontaktkomfort och underskattade vikten av omvårdnad.
Harlow presenterade resultatet av sina experiment i The nature of love, vilket var titeln på hans tal på det årliga konventet för American Psychological Association 1958 och sammanfattade senare sitt arbete i Learning to love 1971.

## Isoleringsexperiment
Från omkring 1960 och framåt började Harlow och hans studenter att publicera sina observationer kring effekten av social isolering av apungarna. De isolerades på två olika sätt, antingen isolerades de till viss del genom att placeras i kala ståltrådsburar där de kunde se, lukta och höra andra apor, men inte hade möjlighet till fysisk kontakt. Andra apor isolerades totalt genom att placeras i en social isoleringsbur där de inte fick någon form av kontakt med andra apor under olika långa perioder.
Harlow rapporterade att de apor som isolerades till viss del drabbades av olika syndrom såsom uttryckslöshet, upprepande likformigt cirkulerande i buren och självstympning. Dessa apor observerades sedan och experimenten fortskred på olika sätt. Några av aporna var kvar i den sociala fångenskapen i femton år.
I experimentet med total isolering av apungar lämnades de totalt socialt isolerade i tre, sex, tolv eller 24 månader. Dessa experiment ledde till att aporna blev gravt psykologiskt störda. Harlow skrev: 
| ” | No monkey has died during isolation. When initially removed from total social isolation, however, they usually go into a state of emotional shock, characterized by ... autistic self-clutching and rocking. One of six monkeys isolated for 3 months refused to eat after release and died 5 days later. The autopsy report attributed death to emotional anorexia. ... The effects of 6 months of total social isolation were so devastating and debilitating that we had assumed initially that 12 months of isolation would not produce any additional decrement. This assumption proved to be false; 12 months of isolation almost obliterated the animals socially ... | „ |

Harlow försökte återintegrera apor som varit isolerade i sex månader genom att placera dem med apor som fostrats normalt men dessa rehabiliteringsförsök var inte särskilt lyckade. Harlow skrev att total social isolering under apungens första sex månader i livet genererade "grava brister i praktiskt taget varje aspekt av socialt beteende." Isolerade apor som träffade normalt uppfostrade artfränder i samma ålder "uppnådde endast begränsad återhämtning av enkla sociala beteenden".
När däremot apor som under sina första sex månader varit totalt isolerade träffade tre-månadersapor som växt upp normalt visade det sig att de isolerade aporna "i huvudsak uppnådde total social tillfrisknande i alla testade situationer."

### Isolering iFörtvivlans bur
Harlow var känd för att inte välja förskönande uttryck utan istället medvetet använda närmast förråande namn för de tekniska tillbehör han använde i sina experiment. Surrogatmödrarna i ståltråd kallande han exempelvis för "Iron maiden" efter tortyrredskapet järnjungfrun. och den sociala isoleringscell som han uppfann tillsammans med sin student Steven Suomi 1971 kom att kallas för "Pit of despair", eller Förtvivlans bur. 
Apungar lämnades i denna Förtvivlans bur i totalt mörker i upp till sex veckor eller separerades upprepade gånger från sina kamrater och isolerades i buren. Detta förfaringssätt gjorde snabbt aporna gravt psykologiskt skadade och ansågs vara värdefulla modeller för mänsklig depression.
Harlow försökte rehabilitera apor som isolerats genom olika former av terapi.
| ”              | In our study of psychopathology, we began as sadists trying to produce abnormality. Today we are psychiatrists trying to achieve normality and equanimity. | „ |
| – Harry Harlow | |   |

### Befruktning och avkomma
För att undersöka hur aphonorna som levt isolerade och fått grava beteendestörningar skulle fungera som föräldrar skapade Harlow en befruktningsuppfinning som han kallade för Rape rack, på svenska ungefär "våldtäktsställning". Isolerade honor bands där fast i befruktningsställning. Detta var innan artificiell insemination utvecklats. Forskningen visade att de isolerade aporna inte bara saknade förmågan att själva föröka sig genom sexuell kontakt utan att de även saknade de kunskaper och färdigheter som krävs att fostra sin avkomma. Honorna antingen ignorerade eller misshandlade sina ungar. 
| ”              | Not even in our most devious dreams could we have designed a surrogate as evil as these real monkey mothers were. Having no social experience themselves, they were incapable of appropriate social interaction. One mother held her baby's face to the floor and chewed off his feet and fingers. Another crushed her baby's head. Most of them simply ignored their offspring. | „ |
| – Harry Harlow | |   |